# Anthia mannerheimi
Anthia mannerheimi es una especie de escarabajo del género Anthia, familia Carabidae. Fue descrita científicamente por Chaudoir en 1842.

## Distribución geográfica
Habita en Irán, Kazajistán, Turkmenistán, Afganistán, Pakistán e India.